# Sebastian Jakob Doppelbauer

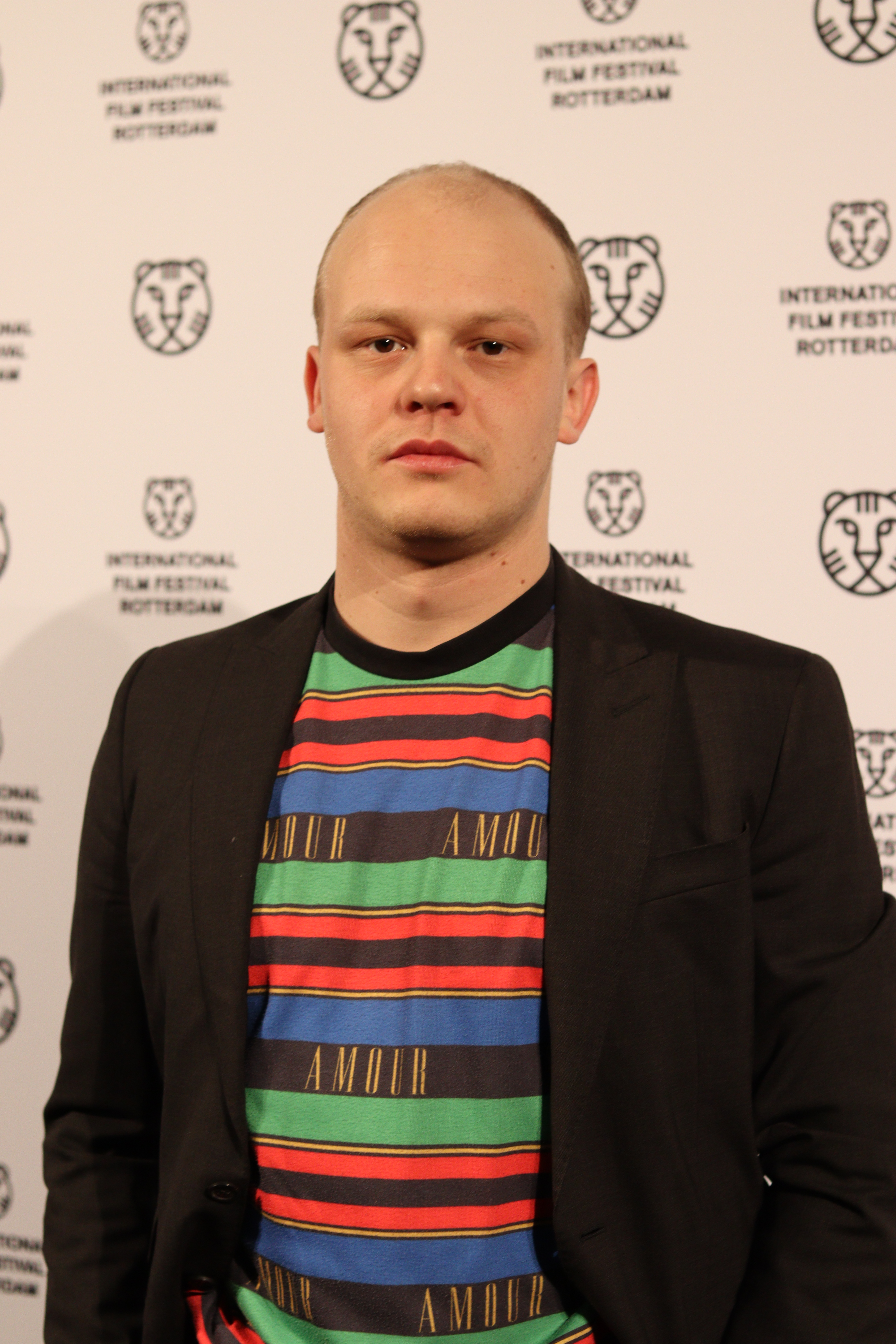
Sebastian Jakob Doppelbauer (2023)

Sebastian Jakob Doppelbauer (* 1995 in Feldkirch) ist ein österreichischer Schauspieler und Drehbuchautor. 

## Werdegang
Doppelbauer spielte von 2004 bis 2011 im Jugendclub am Theater am Saumarkt in seiner Heimatstadt Feldkirch sowie anschließend bis 2014 im Jugendclub am Landestheater Vorarlberg in Bregenz. Von 2014 bis 2018 absolvierte er eine Schauspielausbildung an der Theaterakademie der Hochschule für Musik und Theater in Hamburg. Während dieser Zeit spielte er verschiedene Rollen auf Kampnagel, dem Deutschen Schauspielhaus und am Thalia Theater.
Der Österreicher wurde 2016 mit dem Förderpreis der Hansa-Maritim Stiftung ausgezeichnet und erhielt 2017 zusammen mit seinem Studienjahrgang den Ensemblepreis beim Bundeswettbewerb deutschsprachiger Schauspielstudierender. Zur Spielzeit 2019/20 holte Intendantin Sonja Anders Doppelbauer an das Schauspiel Hannover.
Seit August 2020 verkörpert er in der deutschen Netflix-Serie Biohackers den Studenten Ole.
Für seine Hauptrolle im Film Letzter Abend von Lukas Nathrath, zu dem er gemeinsam mit dem Regisseur auch das Drehbuch verfasste, wurde er als bester Nachwuchsschauspieler für den Max Ophüls Preis 2023 nominiert.

## Filmografie (Auswahl)
- 2016: Neujohr (Kurzfilm)
- 2016: Niemandsland (Kurzfilm)
- 2018: Mit im Bund (Kurzfilm)
- 2020–2021: Biohackers (Fernsehserie)
- 2021: Ein großes Versprechen
- 2022: Kippenschnippen (Kurzfilm)
- 2022: Sachertorte
- 2023: Letzter Abend (auch Drehbuch, Produktion und Musik)
- 2023: Legend of Wacken (Fernsehserie)
- 2024: Alle nicht ganz dicht (Fernsehfilm)
- 2024: Großstadtrevier – Blut im Paradies (Fernsehserie)
- 2025: Das Traumschiff – Curaçao (Fernsehreihe)
- 2025: Tschappel (Fernsehserie)